# 컨테이너리제이션
컨테이너리제이션(containerization)이란 컨테이너를 매체로 한 수송 체계화를 말한다. 컨테이너화(化)되면 육해공의 수송으로 일관성이 있으며, 대량 수송과 시간의 단축이 가능하게 된다. 그것은 컨테이너를 공장에 유치, 그대로 적재하여 트레일러로 끌어 직접 수요자에게 운반할 수가 있기 때문이다. 이것은 또 하역의 기계화에도 관련되어, 수송 코스트의 절감, 포장비·창고료·보험료의 삭감 등 많은 메리트를 갖고 있다. 현대 수송은 점점 컨테이너리제이션이 발달한 것이 특징이다.

## 같이 보기
- 컨테이너